# 남서 플로리다

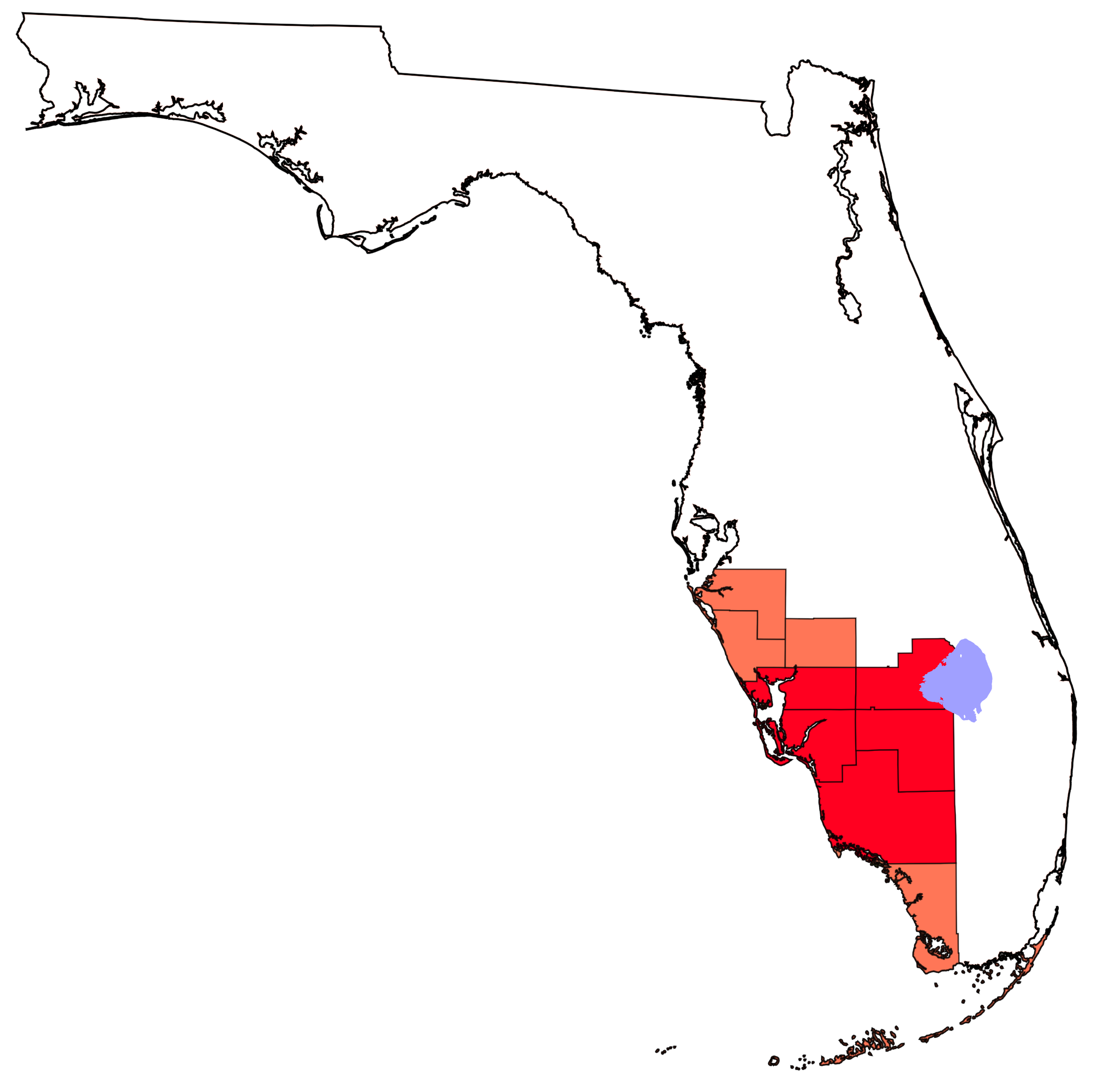
남서 플로리다의 지도

남서 플로리다(Southwest Florida)는 플로리다주의 남서부 지방을 일컫는다.
지역의 정의는 다양하지만 일반적으로 그 경계는 Okeechobee 호수 서쪽에 있는 Tampa Bay 지역의 남쪽에 위치한다고 일반적으로 간주된다. 플로리다 주, 플로리다주의 사라 테타 군), 플로리다주 샬롯 군 (플로리다주 샬롯 카운티), 플로리다주 리 군, Collier 군에 있다. 일부 목적을 위해, DeSoto 군 , Glades 및 Hendry의 내륙 군 및 콜리어 남쪽에 있는 몬로 군, 몬로 군도 포함되어 있다.
이 지역은 네 개의 대도시를 포함한다: 북쪽 포트 브레 던톤 - 사라 소타, 플로리다 수도 통계국 노스 포트 - 브레 던톤 - 사라 소타 (733,000 명) (때로 교대로 탬파 베이 지역의 북쪽으로 간주 됨, 나폴리 - 마르코 섬, 네바다 - 마르코 섬, (340,000), 플로리다 수도 통계국 Cape Coral-Fort Myers (660,000 명) , Punta Gorda, Florida Metropolitan Statistical Area, Punta Gorda (165,000) 등이 있다. 이 지역에서 가장 인구가 많은 카운티는 Lee County 인구 66 만명이며이 지역 최대 도시는 2013년 기준 인구 165,831 명의 Cape Coral, Cape Cape Coral이다.

## 개발

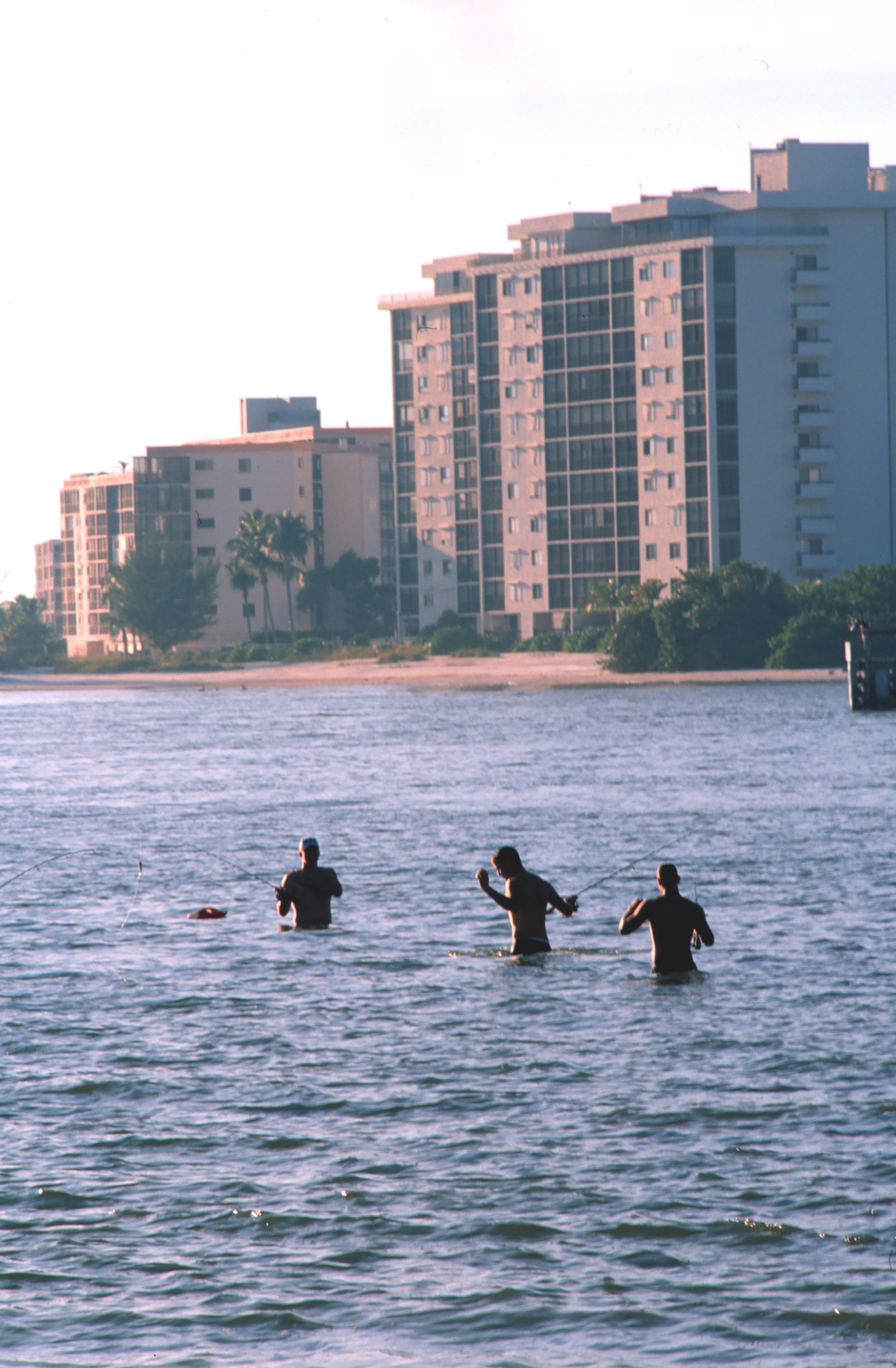
포트 마이어스 비치

초기 역사가 큰 대도시가 없었기 때문에 플로리다주 남서부는 1800년대 후반까지 상용 개발자들에 의해 크게 무시당했다. 결과적으로이 지역은 플로리다의 다른 지역에 비해 무거운 개발이 이루어지지 않았다. 최근 몇 년 동안, 포트 마이어스 (고층 주거용 콘도미니엄)에 집중하는 주요 부동산 붐이있었다. 남부 Lee 카운티 (상업 개발 및 첨단 기술; 동부 콜리어 카운티 (주택 개발); 그리고 Bradenton의 동부 지역에 속한다. 최근 몇 년 동안 개발 노력을 줄이고 열린 공간과 여가 활동 영역을 보존하기위한 많은 노력이있다.
플로리다주 헨 드리 카운티 (Hendry County, Florida Hendry)와 Glades 카운티는 현저한 시골 지역이며, 주요 경제 운전사는 농촌 지역이다. ]]. 이 분야에서 재배되는 주요 제품으로는 [오렌지 (과일) | 오렌지]를 비롯한 [토마토], 쇠고기, [사탕 수수] 및 [감귤류] 제품이 있다. 플로리다주 남서부의 농업 수확은 약 16,000 명의 계절 근로자를 고용하고 있으며, 그 중 90 %가 [이주 노동자 | 이민자]로 간주된다. 

## 정부
이 지역의 각 카운티에는 자체 카운티 정부가 있다. 각 카운티에는 자치도가있는 도시, 마을이 있다. 각 카운티의 나머지 대다수의 토지는 카운티 정부에 의해 직접 통제된다. 통합 된 지방 자치 단체가 비용을 절감하고 중복을 피하기 위해 카운티 서비스를 계약하는 것은 매우 일반적이다. 이 지역은 플로리다주 남부 역사 보존위원회 (C-SHP)의 4 개 지구 중 하나로 지정되었다. 지구는 2013년부터 Tommy Stolly가 대표하다.

## 지역 교통

### 주요 도로
남서부 플로리다는 US 41 및 플로리다 고속도로 75 번 고속도로 75 번 고속도로 75 번을 비롯한 여러 주요 고속도로에서 운행되다.

### 공항
사우스 포트 마이어스 (South Fort Myers)에 위치한 Southwest Florida International Airport는 2009년에 742 만명의 승객을 거쳤다. 그리고 SFIA (RSW) 총 승객 | 유럽의 3 개 도시와 캐나다의 2 개 도시 및 36 개의 국내 공항에 직항 노선을 제공하다. 이 지역의 보조 공항 인 Sarasota-Bradenton International Airport는 2009년에 134 만명의 승객을 거쳤다.

### 봄 훈련
플로리다는 메이저 리그 야구 용 스프링 트레이닝을 위한 전통 가옥으로, 팀은 비공식적으로 "자몽 리그"로 조직되어 있다. 남서부 프로리다는 봄 훈련을 위해 뒤에 오는 메이저 리그 팀을 접대한다:
- 포트 마이어스에 Boston Red Sox
- 사라소타에 Baltimore Orioles
- 사우스 포트 마이어스에 Minnesota Twins
- 브레이든턴에 피츠버그 파이어리츠
- 포트 샬럿에 탬파 베이 레이스

## 같이 보기
- 사우스웨스트 플로리다 국제공항